# Gare Mapocho
La gare Mapocho (en espagnol : Estación Mapocho) est une ancienne gare ferroviaire chilienne située à Santiago et reconvertie en centre culturel (Centro Cultural Estación Mapocho).
Ouverte en 1913, la gare est fermée en 1987. Son bâtiment est préservé et réaffecté en un centre culturel inauguré en 1994. Il est inscrit comme monument national.

## Histoire
La conception et la construction de la gare commencent en 1905 sous la direction d'Émile Jéquier, un architecte chilien basé en France. La structure longue de 280 mètres et haute de 17 mètres est composée d'une base en maçonnerie et d'une voûte d'acier couverte de verre (aujourd'hui de cuivre). La structure en acier est construite par la compagnie belge Haine Saint Pierre. L'inauguration officielle de la gare a lieu le 12 mai 1912 et la gare est ouverte au public en 1913.

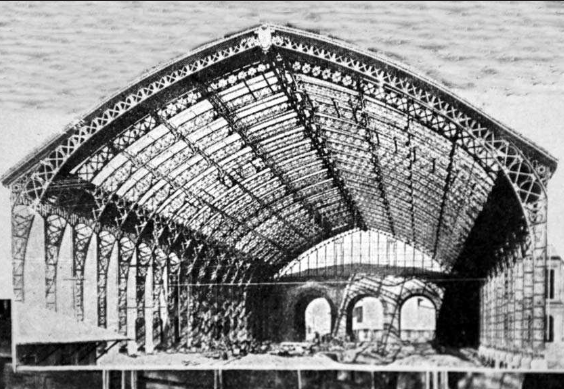
Construction de la gare.

La gare Mapocho représente une période significative de l'histoire du Chili, lorsque le pays connaît des changements économiques et sociaux majeurs et célèbre son premier centenaire. La gare est alors l'un des ouvrages civils commandés pour célébrer le centenaire de l'indépendance, avec la colline Santa Lucía, le Palacio de los Tribunales de Justicia (es) et le musée national des beaux-arts. Le bâtiment est situé a l'intersection des rues Presidente Balmaceda et Bandera, sur la rive sud de la rivière Mapocho, près du marché central (es).
Pendant longtemps la gare Mapocho a été le principal nœud ferroviaire de Santiago, desservant Valparaiso, l'Argentine et le nord du Chili, qui était à l'époque le centre du boom des nitrates.
En reconnaissance de son architecture imposante et de sa valeur sentimentale et historique, le bâtiment est déclaré monument national en 1976.
En 1986 la gare est fermée provisoirement pour travaux et le trafic ferroviaire est reporté sur la gare Alameda (es), gênant beaucoup les personnes venant de Valparaiso effectuant un déplacement pendulaire et réduisant le nombre de passagers sur la ligne. La même année, l'accident ferroviaire de Queronque (es) fait cinquante-huit morts et provoque la fermeture de la voie Santiago-Valparaiso. En 1987, l'Empresa de los Ferrocarriles del Estado (EFE), la compagnie ferroviaire nationale, arrête les travaux et la gare Mapocho est fermée. Les dommages structurels graves et le manque d'utilisation entraînenent l'abandon de la gare. Puisque la démolition d'un monument national est interdite par la loi, l'EFE vend en 1988 le bâtiment à la Corporación de Fomento de la Producción, un organisme d'État.

## Patrimoine ferroviaire
En 1991, un organisme sans but lucratif privé, la Corporación Cultural de la Estación Mapocho, supervise la reconversion et la gestion de l'ancien bâtiment. Avec l'appui financier de l'association d'architectes Colegio de Arquitecto, la ville de Santiago invite les organisations privées à restaurer le bâtiment. Il s'agit d'un des premiers exemples d'organisme privé gérant un bâtiment public au Chili et d'un des premiers projets culturels entrepris après la transition vers la démocratie au Chili.
Les architectes Montserrat Palmer, Teodoro Fernández Larrañaga (es), Ramón López et Rodrigo Pérez de Arce sont engagés pour prendre en charge les travaux de reconversion. Leur projet consiste à remodeler l'espace de 10 000 m2 en préservant le travail original de l'architecte autant que possible. Le coût du projet est estimé à 10 millions de dollars américains.
Les travaux de restauration se terminent au début de l'année 1994.

## Centre culturel

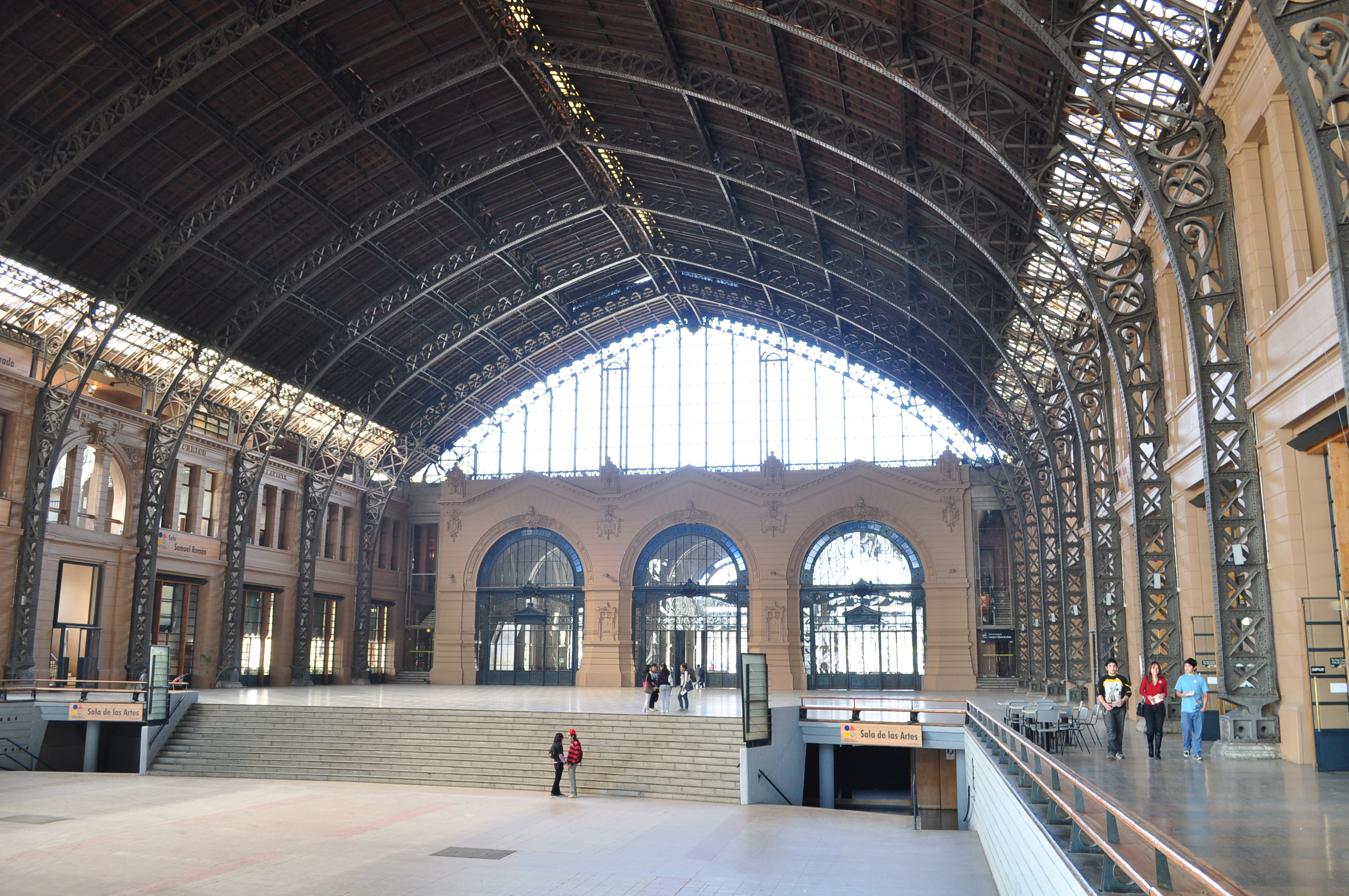
L'intérieur en 2011.

Le nouveau Centro Cultural Estación Mapocho est inauguré le 3 mars 1994. Le centre est aujourd'hui un lieu voué à la promotion de la culture au Chili. Le bâtiment accueille des événements culturels comme des expositions d'art, des spectacles musicaux et des congrès. La Foire internationale du livre de Santiago (es) s'y déroule chaque année à la fin du printemps.
Le succès du centre culturel pour promouvoir et préserver le patrimoine chilien est reconnu par le Premio Patrimonio de la Ciudad en 2005 pour célébrer le centenaire du bâtiment et le quinzième anniversaire de sa reconversion en centre culturel. Il reçoit aussi le prix Reina Sofía pour la restauration et la conservation du patrimoine culturel en 2008,.